# SO-luminum
SO-luminum – stop lutowniczy używany do lutowania aluminium. Składa się z cyny (55%), cynku (33%), glinu (11%) i miedzi (1%).